# محمدحسین سلیمی نمین
محمد حسین سلیمی نمین (۱۳۲۳/۱۰/۷–۱۳۸۶/۱۰/۳) پدر دانش حل مسئله، بنیان‌گذار نوآوری نظام‌یافته(TRIZ) در ایران است.

## زندگی‌نامه
محمد حسین سلیمی نمین در سال ۱۳۲۳ در شهر تبریز چشم به جهان گشود. چهار سال ابتدای دوران کودکی را در سبزوار سپری نمود و دوران جوانی را در مشهد گذراند و در جلسات مذهبی از جمله جلسات کانون نشر حقایق استاد محمد تقی شریعتی مزینانی، مروری دوباره و عارفانه بر آموزه‌های دینی را آغاز کرد و همچنین در زمان دانشجویی، حضوری فعال در انجمن اسلامی دانشگاه فردوسی مشهد داشت.
در حالی که از رشته ریاضی دانشگاه فردوسی مشهد فارغ‌التحصیل شده بود و پس از سپری کردن دوران خدمت نظام وظیفه در شهر ارومیه (و پادگان قوشچی)، تدریس ریاضی در دبیرستان‌های تربت حیدریه را آغاز کرد. چندی بعد به کرمانشاه رفت و تدریس در دانشگاه رازی و مدارس این شهر آغاز دوره جدید فعالیت‌های وی بود.
در دهه ۵۰ ضمن فعالیت‌های سیاسی، مذهبی، دانشجویی، تصمیم به ادامه تحصیل و تکمیل آموزه‌های علمی خویش گرفت؛ بار سفر بست و در دانشگاه برادفورد انگلیس تحصیل دوره کارشناسی ارشد را آغاز کرد. و توانست در مقطع دکترا در رشته مهندسی صنایع در سال ۱۳۶۱ از دانشگاه برادفورد انگلستان اخذ کرد. دکتر سلیمی در تمامی سال‌های کاری زندگیش بازتعریف علمی رابطه دانشگاه و صنعت را وجهه همت خود قرار داد و برای حل معضلات صنعتی کشور، توجه اهل علم را به کارگاه‌ها و کارخانه‌ها جلب نمود. او در سال ۱۳۷۴ موفق به اخذ استاد نمونه دانشگاه‌های سراسر کشور شد.

## سمت‌ها
- ریاست دانشکده علوم دانشگاه صنعتی شریف ۱۳۵۷ تا ۱۳۶۰
- قائم مقام و معاونت طرح و برنامه سازمان پژوهشهای علمی و صنعتی ۱۳۶۳–۱۳۶۹
- ریاست دانشگاه صنعتی امیرکبیر ۱۳۶۲–۱۳۷۵[۳]
- ریاست دانشگاه نفت ۱۳۷۶–۱۳۷۹
- ریاست مرکز رشد دانشگاه امیر کبیر۱۳۸۵–۱۳۸۷
- مشاور وزارت صنایع و معادن۱۳۷۳–۱۳۷۷
- ریاست مرکز تحقیقات پلیمر
- ریاست مرکز تحقیقات مهندسی صنایع و بهره‌وری
- ریاست کمیته پژوهشی فنی و مهندسی وزارت علوم، تحقیقات و فناوری
- معاونت پژوهشی و فناوری دانشگاه امیر کبیر ۱۳۷۹–۱۳۸۰
- ریاست دانشکده مهندسی صنایع دانشگاه امیر کبیر۱۳۸۱–۱۳۸۲
- ریاست مرکز رشد واحدهای فناوری دانشگاه امیر کبیر
- مؤسس و بنیانگذار مؤسسه مطالعات نوآوری و فن‌آوری ایران

## مقالات و تالیفات

### کتب
- - کایزن: کلید موفقیت رقابت ژاپن
  - مدیریت کیفی جامع در عمل
  - الگوریتم نوآوری: چگونه مخترع شویم؟
  - کاهش هزینه‌ها: تقلیل هزینه بدون کاهش کیفیت طرحها
  - مدیریت کیفیت فراگیر (TQM)

### مقالات
- - کاربرد الگوریتم TRIZ در فرایند مهندسی ارزش و ارتقای سطح نوآوری در طرح‌های عمرانی و صنعتی
  - نقش نوآوری نظام یافته در ارتقای اثربخشی مهندسی ارزش
  - پشتیبانی مهندسی ارزش با استفاده از ۴۰ اصل TRIZ در حل مسائل اختراعی (ابداعی)
  - تقویت فرایند مهندسی ارزش از طریق تلفیق با مدیریت ریسک
  - مؤسس و بنیانگذار مؤسسه مطالعات نوآوری و فن‌آوری ایران

## فعالیت‌ها
- فعالیت دانشگاهی، تدریس، مدیریت، تألیف، ترجمه، تحقیق و پژوهش
- تأسیس دانشکده‌های مهندسی پزشکی، مهندسی کشتی سازی و صنایع دریایی، مهندسی هوافضا در دانشگاه امیر کبیر
- راه اندازی ساختمانهای ابوریحان، مهندسی پلیمر، مهندسی نساجی، مهندسی معدن و متالورژی در دانشگاه *امیر کبیر
- راه اندازی مقطع دکترا در بسیاری از رشته‌های تحصیلی از جمله دکترای علوم و تکنولوژی هسته‌ای
- تأسیس دانشگاه تفرش
- تأسیس مرکز رشد واحدهای فناوری دانشگاه امیر کبیر
- مسئولیت برگزاری کنگره‌ها و سمینارهای متعدد از جمله:
  - اولین کنفرانس ملی مهندسی ارزش
  - کنگره ارتباط دولت دانشگاه و صنعت
  - کنگره علم و تکنولوژی و توسعه
  - کنفرانس بین‌المللی حل مسئله
  - کنفرانس فرهنگ صنعتی
- سرپرستی بیش از ۶۰ پروژه کارشناسی ارشد و دکترا
- انتقال علومی چون:
  - مدیریت جامع کیفیت TQM
  - کایزن
  - TRIZ